# Терраса Летнего сада

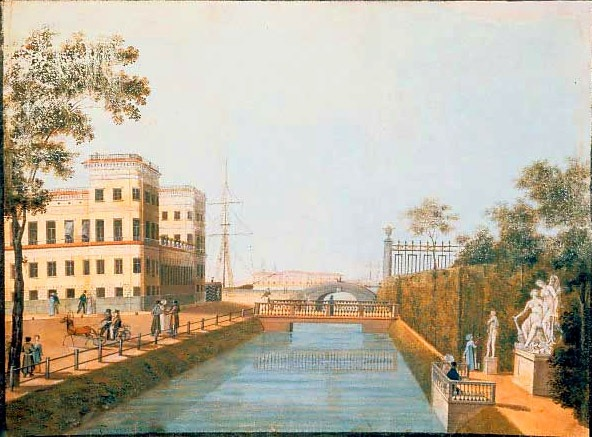
Терраса (справа), 1839 год

Терраса Летнего сада — памятник архитектуры. Расположена в Санкт-Петербурге, на берегу Лебяжьего канала.
Терраса сделана из тёсаного камня в 1799 году по проекту Г. П. Пильникова. Сильно пострадала в 1824 году во время наводнения и была восстановлена после него, при восстановлении террасу украсили литыми треножниками-вазами для цветов по рисунку К. Росси. С террасы можно обозревать Марсово поле и окружающие его здания.
В 1956 году при реставрации террасы берега канала укрепили облицованной гранитом невысокой подпорной стенкой.
Рядом с террасой установлена скульптурная группа «Амур и Психея».